# 백자 상감모란문 매병
백자 상감모란문 매병(白磁 象嵌牡丹紋 梅甁)은 고려시대에 만들어진, 모란 무늬가 상감된 백자 매병이다. 1963년 1월 21일 대한민국의 보물 제345호로 지정되었다.

## 개요
백자 상감모란문 매병(白磁 象嵌牡丹文 梅甁)은 고려시대 만들어진 백자 매병으로 높이 29.2cm, 몸 지름 18.7cm이다.
각 있게 세워진 두툼한 아가리와 팽배한 어깨 선은 몸체를 지나 밑부분까지 사선으로 줄어들어, 중국 북송의 영향을 받은 듯 하다. 몸체는 참외 모양으로 6등분해서 세로로 골을 만들었으며, 각 면에는 마름모 모양의 선을 상감으로 처리하였다. 그 안에는 청자 태토로 메꾸고 붉은색 자토와 흰색 백토로 모란, 갈대, 버들이 늘어져 있는 그늘에서 물새가 거니는 모습, 연꽃 등을 상감 처리하였다.
아가리 가장자리와 굽 둘레는 연꽃 잎을 도드라지게 돌렸고, 다시 청자 태토로 상감하여 백자에 청자 태토를 적절히 이용한 특이한 문양 효과를 내었다.
고려 청자와 백자를 하나로 혼합하여 완성한 희귀한 도자기로, 전례를 찾아 볼 수 없는 중요한 작품이다.

## 특징
각진 조그만 입부분과 어깨에서 팽창되어 몸통 윗 부분에서 크게 벌어졌다 좁아져 세워진 매병이다. 몸통은 참외 모양으로 6등분해서 세로주름을 만들었으며, 각 면에는 능형의 윤곽을 상감하고, 그 능형 안을 청자태토로 메운 후 자토와 백토로 된 모란문, 위로문, 포류수금문, 연화문을 상감해 넣었다. 어깨 부분에는 청자태토로 연판문대를 상감하고, 굽 다리 주위에는 복연판문대를 청자태토로 상감해 넣었다. 이처럼 백자에 청자태토를 상감해 넣은 예는 매우 드물다. 유색은 청백색을 띠며 전면에 칠해졌으며, 광택이 은은하다. 13세기 전반 부안 유천리요에서 만든 것으로 추정되며, 매병으로 비교적 하반신이 처져 있는 편이다. 매운 드문 귀중한 작품의 예이다.